# Max von Gruber
Max von Gruber, född 6 juli 1853 i Wien, död 16 september 1927 i Berchtesgaden, var en österrikisk läkare, biolog och rashygieniker. von Gruber anses som grundaren av den moderna läran om hygienen.

## Biografi
Max von Gruber, var son till Ignaz Gruber, en av de första öronläkarna i Österrike, växte upp och studerade i Wien. År 1876 promoverades han och 1882 blev han specialist i hygien. Från 1884 var han chef för Hygiene-Institutet i Graz. Från år 1887 var han direktör för Hygienischen Institutes i Wien. 
1896 upptäckte von Gruber, tillsammans med engelsmannen Herbert Edward Durham, den så kallade agglutinationen och grundlade därmed serologin.
1902 blev von Gruber direktör för Hygiene-Institutet i München. Här samarbetade han med Alfred Ploetz. Från denna tid började han formulera rashygieniska problem. Från 1910 till 1922 var han företrädare för det tyska Rashygieniska sällskapet. Hans sympatier för det idén om ett stortyskt Vaterland  ledde till att han 1917 började samarbeta med Julius Friedrich Lehmann och grundade den rasistiska-nationalistiska tidskriften Deutschlands Erneuerung och ledde till ett fördjupat samarbete med bland andra Houston Stewart Chamberlain. Tillsammans med Lehmann grundade von Gruber den bayerska sektion av Deutsche Vaterlandspartei. År 1919 deltog han i grundandet av Deutschnationale Volkspartei i Bayern.